# Crataegus wilsonii
Crataegus wilsonii är en rosväxtart som beskrevs av Charles Sprague Sargent. Crataegus wilsonii ingår i Hagtornssläktet som ingår i familjen rosväxter. Inga underarter finns listade i Catalogue of Life.